# Невецу
Невецу (рум. Nevățu) — село у повіті Мехедінць в Румунії. Входить до складу комуни Балта.
Село розташоване на відстані 280 км на захід від Бухареста, 29 км на північ від Дробета-Турну-Северина, 144 км на південний схід від Тімішоари, 114 км на північний захід від Крайови.